# Älvdals kontrakt
Älvdals kontrakt var ett kontrakt inom Svenska kyrkan i Karlstads stift. Kontraktet upphörde 31 december 2000 då de församlingar som ingått övergick i Fryksdals och Älvdals kontrakt.
Kontraktskoden var 0902.

## Administrativ historik
Kontraktet bildades 1831 och omfattade 
- Ekshärads församling
- Norra Råda församling
- Sunnemo församling
- Hagfors församling bildad 1907
- Gustav Adolfs församling
- Norra Ny församling
- Nyskoga församling bildad 1873
- Södra Finnskoga församling
- Dalby församling
- Norra Finnskoga församling

## Kontraktsprostar
- 1832-1837 Pehr Elfvendahl, kyrkoherde i Ekshärad
- 1837-1846 Anders Fryxell, kyrkoherde i Sunne
- 1846-1871 Jonas Bjurstedt, kyrkoherde i Ekshärad
- 1873-1878 Johan August Almqvist, kyrkoherde i Norra Ny
- 1879-1884 Johan Peter Pihlgren, kyrkoherde i Ekshärad
- 1885-1900 Pontus Theodor Jerdin, kyrkoherde i Ekshärad
- 1900-1920 Anders Bernhard (Berndt) Edgren, kyrkoherde i Finnskoga
- 1920-1932 Gustaf Mikael Hultgren, kyrkoherde i Norra Ny
- 1933-1960 Per Ludvig Krook, kyrkoherde i Ekshärad
- 1960-1964 John Finnson, kyrkoherde i Norra Ny
- 1964-1967 Karl Arthur Ransjö, kyrkoherde i Norra Råda
- 1967-1970 Helmer Nilsson, kyrkoherde i Hagfors
- 1970-1971 Arvid Stenholt, kyrkoherde i Norra Finnskoga
- 1971-1980 Helge Björkman, kyrkoherde i Dalby
- 1980-1986 Karl-Olof Berglund, kyrkoherde i Hagfors
- 1986-1993 Gösta Bernspång, kyrkoherde i Södra Finnskoga
- 1993-2001 Per-Thore Persson, kyrkoherde i Ekshärad